# Arrate Agirre
Arrate Agirre Muñoz (Vitoria, 28 de julio de 1993) es una jugadora de baloncesto española.

## Biografía
Arrate Agirre nació en Vitoria en 1993. Siendo estudiante de Bachillerato del Armentia ikastola de Vitoria ganó las olimpiadas de Economía organizadas por la UPV/EHU del año 2011. Licenciada en Dirección de Empresas, y con vocación docente, es profesora de Economía.

## Trayectoria
Formada en las categorías inferiores de ADB Araski Arabako Emakumeen SB, Gasteizko Abaroa SKE y Baskonia, ha formado parte de la primera plantilla de Araski desde su creación, salvo medio año en 2013-204 que estuvo de Erasmus en Finlandia y jugó en el equipo Turun Riento (Finlandia). Temporada a temporada ha sido una de las jugadoras destacadas del equipo.
En la temporada 2015-2016 fue la jugadora más destacada en recuperación de balones. Y fue elegida en la jornada 15 entre las cinco del quinteto ideal. con 26 de valoración.
En la temporada 2016-2017 vio cumplido uno de sus sueños al jugar en Liga Femenina, la máxima categoría del baloncesto estatal, con su club Araski AES. En enero de 2017 sufrió una lesión en su dedo anular derecho con un largo periodo de recuperación. Para la temporada 2017-2018 se incorpora al club Araski en Liga Femenina.
En la temporada 2018-2019 ante la dificultad de compaginar su trabajo con la dedicación que exige ser profesional en LF1, decide seguir jugando en Primera Nacional, en Araski AES, para poder seguir con su trabajo.
En la temporada 2021-2022 jugó además en el primer equipo de Araski AES, en LF, ejerciendo de base, mientras Izaskun Garcìa permaneció lesionada.

## Clubes

### Jugadora
- 2006-2007 Gasteizko Abaroa SKE en Cadete Femenino.
- 2007-2008 Gasteizko Abaroa SKE en Cadete Femenino.
- 2008-2009 Gasteizko Abaroa SKE en Cadete Femenino.
- 2009-2010 Gasteizko Abaroa SKE en Júnior Femenino.
- 2010-2011 Araski AES en L.V. Júnior Femenino.
- 2011-2012 Araski AES en 1ª División Femenina.
- 2012-2013 Araski AES en 1ª División Femenina.
- 2013-2014 Araski AES en Liga Femenina 2.
- 2014-2015 Araski AES en Liga Femenina 2.
- 2015-2016 Araski AES en Liga Femenina 2.
- 2016-2017 Araski AES en Liga Femenina.[11]
- 2017-2018 Araski AES en Liga Femenina.
- 2018-2021 Araski AES en Primera Nacional.
- 2021-2022 Araski AES en Primera Nacional, y en LF.

### Entrenadora
- 2009-2010 Ayudante en Marianistas (alevín 2º año).[12]
- 2010-2011 Ayudante en Marianistas (infantil 1º año).[12]
- 2011-2012 Araski Padre Orbiso.[12]
- 2013-2014 Olabide infantil (2º año).[12]
- 2014-2015 Cadete Femenino Araski AES Araba ST Araski 01

## Selecciones

### Selección absoluta de Euskadi
Su buena trayectoria le ha hecho ser una fija en los esquemas de la selección en 2014 y 2015.

## Palmarés

### Campeonatos nacionales
| Título                          | Club       | País   | Año  |
| ------------------------------- | ---------- | ------ | ---- |
| Liga Femenina 2                 | Araski AES | España | 2016 |
| Campeonas Liga Femenina 2       | Araski AES | España | 2016 |
| Semifinalistas Copa de la Reina | Araski AES | España | 2017 |
| Semifinalistas Liga Femenina 1  | Araski AES | España | 2017 |

## Premios y reconocimientos
Ha sido reconocida Mejor Jugadora (MVP), categoría Primera Nacional, en las temporadas 2022/23 y 2024/25, por la Federación Vasca de Baloncesto.